# Хендерсон, Луис Форникет
Луи́с Форнике́т Хе́ндерсон (англ. Louis Forniquet Henderson; 1853—1942) — американский ботаник.

## Биография
Луис Форникет Хендерсон родился 17 сентября 1853 года в городке Роксбери штата Массачусетс (ныне — часть Бостона) в семье адвоката Джона Хендерсона и Катарины Лиленд. Вскоре после рождения Луиса отец, работавший в Новом Орлеане и поддерживавший политику А. Линкольна, был убит, и семья переехала на север. Луис Форникет учился в Корнеллском университете, после его окончания отправился в Орегон. С 1877 года он преподавал в школе в Портленде, в свободное время занимался сбором образцов растений. В 1883 году женился на учительнице Кейт Робинсон.
В 1889 году Хендерсон переехал в Олимпию, затем — в Москоу, где работал в Айдахского университета. С 1908 года был первым профессором ботаники в Университете. Там он основал гербарий, включавший более 85 тысяч образцов, который вместе с многочисленными записями Хендерсона был уничтожен во время пожара в 1906 году. В 1911 году Хендерсон ушёл в отставку.
С 1923 года Хендерсон работал в Орегонском университете, расширил гербарий университета до 20 тысяч экземпляров. В 1939 году Луис Форникет Хендерсон ушёл на пенсию.
Луис Форникет Хендерсон скончался 14 июня 1942 года.

## Некоторые научные публикации
- Henderson, L.F. Twelve of Idaho's worst weeds (неопр.) // Bulletin (Idaho Agricultural Experiment Station). — 1898. — Т. 14. — С. 92—136.
- Henderson, L.F. Mushrooms or toadstools (неопр.) // Bulletin (Idaho Agricultural Experiment Station). — 1901. — Т. 27. — С. 28—64.
- Henderson, L.F. Grasses and forage plants in Idaho (неопр.) // Bulletin (Idaho Agricultural Experiment Station). — 1903. — Т. 38. — С. 194—256.

## Некоторые виды, названные в честь Л. Ф. Хендерсона
- Agrostis hendersonii Hitchc., 1930
- Angelica hendersonii J.M.Coult. & Rose, 1888
- Aster hendersonii Fernald, 1895 [≡ Symphyotrichum hendersonii (Fernald) G.L.Nesom, 1995]
- Carex hendersonii L.H.Bailey, 1887
- Dodecatheon hendersonii A.Gray, 1886
- Eriogynia hendersonii Canby, 1891 [≡ Petrophytum hendersonii (Canby) Rydb., 1908]
- Erythronium hendersonii S.Watson, 1887
- Horkelia hendersonii Howell, 1898 [≡ Potentilla hendersonii (Howell) J.T.Howell, 1945]
- Lappula hendersonii Piper, 1902 [≡ Hackelia hendersonii (Piper) Brand, 1931]
- Lupinus hendersonii Eastw., 1940
- Oryzopsis hendersonii Vasey, 1893
- Peucedanum hendersonii J.M.Coult. & Rose, 1888 [≡ Lomatium hendersonii (J.M.Coult. & Rose) J.M.Coult. & Rose, 1900]
- Pseudocymopterus hendersonii J.M.Coult. & Rose, 1900 [≡ Cymopterus hendersonii (J.M.Coult. & Rose) Cronquist, 1961]
- Ribes hendersonii C.L.Hitchc., 1961
- Sidalcea hendersonii S.Watson, 1888
- Triteleia hendersonii Greene, 1888